# جک کرامپتون
جک کرامپتون (انگلیسی: Jack Crompton؛ ۱۸ دسامبر ۱۹۲۱ – ۴ ژوئیهٔ ۲۰۱۳) یک بازیکن فوتبال بود.